# Wittenmoor
Wittenmoor is een plaats en voormalige gemeente in de Duitse deelstaat Saksen-Anhalt, en maakt deel uit van de Landkreis Stendal.
Wittenmoor, sedert 1 januari 2010 een Ortschaft van de stad Stendal, bestaat uit de twee dorpjes Wittenmoor en Vollenschier, met ultimo 2023  respectievelijk 135 en 46 inwoners.
Wittenmoor ligt ongeveer 20 km ten west-zuidwesten van de stad Stendal. Vollenschier ligt één km ten zuidwesten van Wittenmoor, niet ver ten noordoosten van het onder Uchtspringe beschreven heidegebied en militaire oefenterrein.

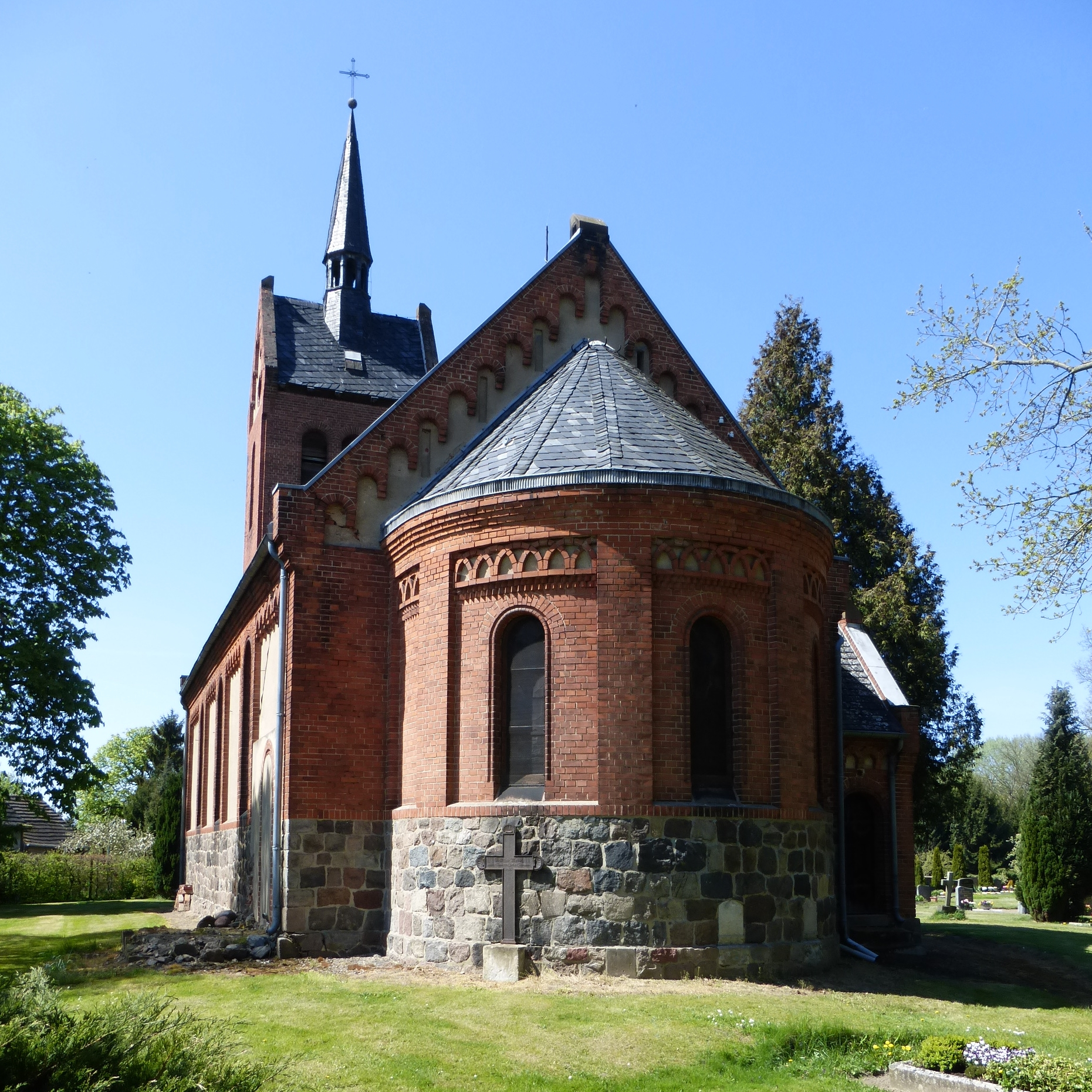
Evang.-lutherse dorpskerk te Wittenmoor (1895)
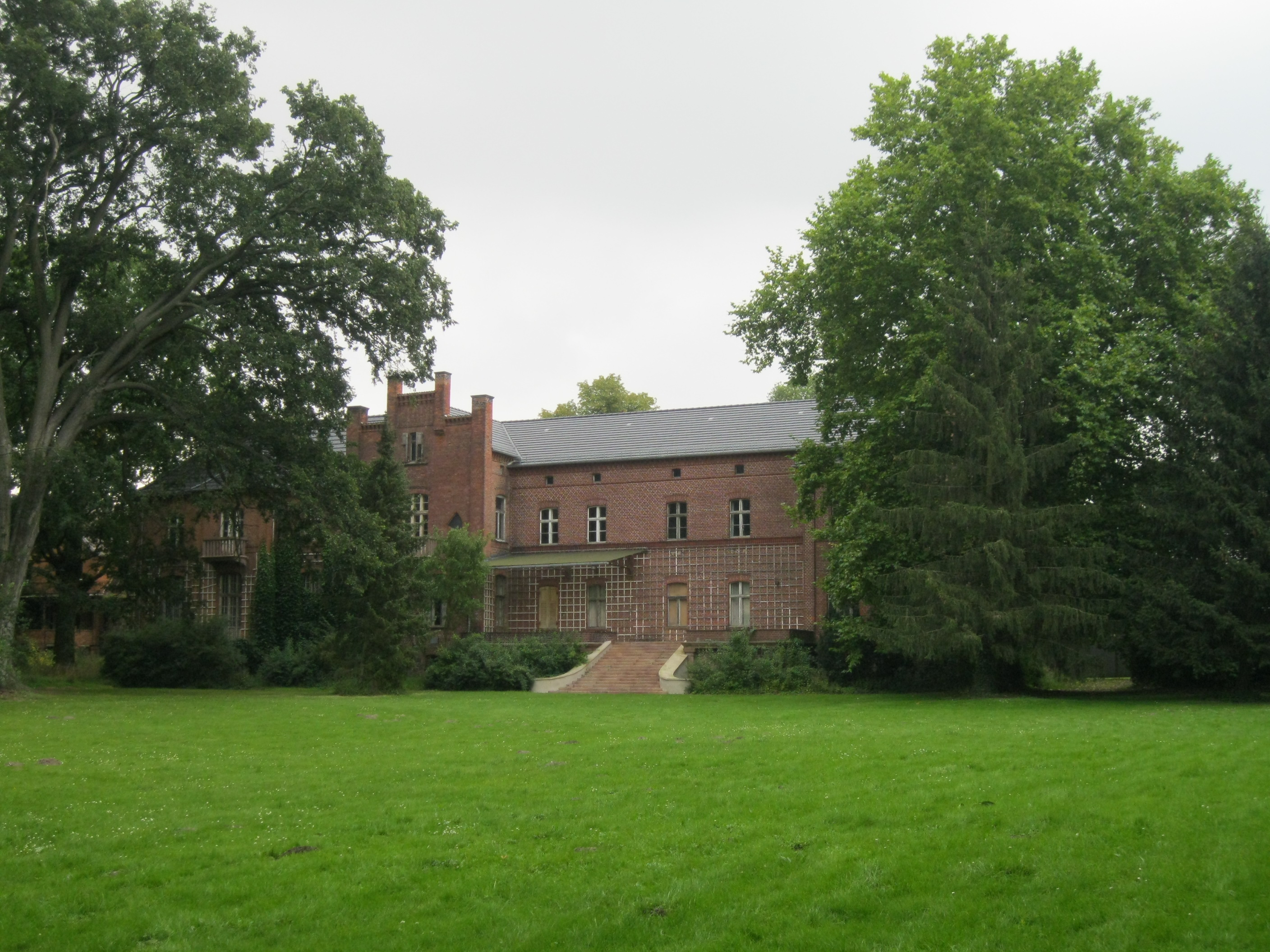
Landhuis te Wittenmoor
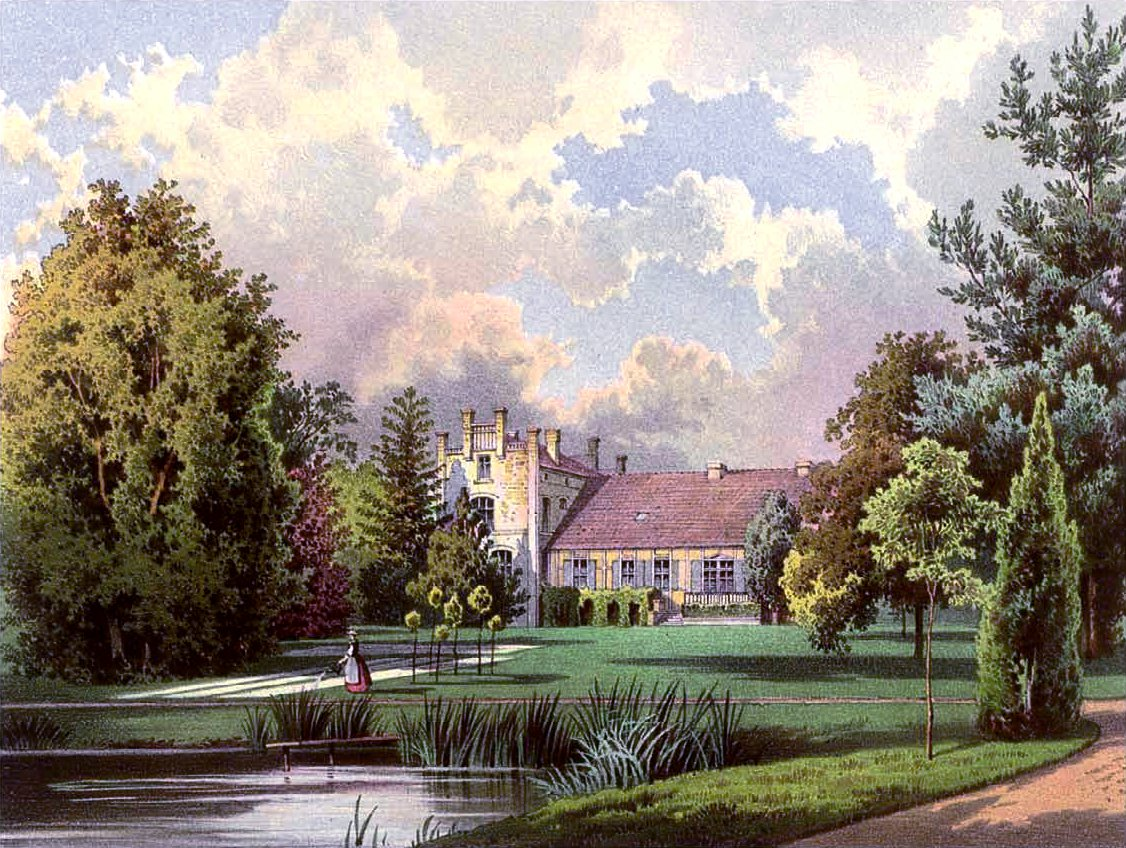
Idem, op een prent uit 1874
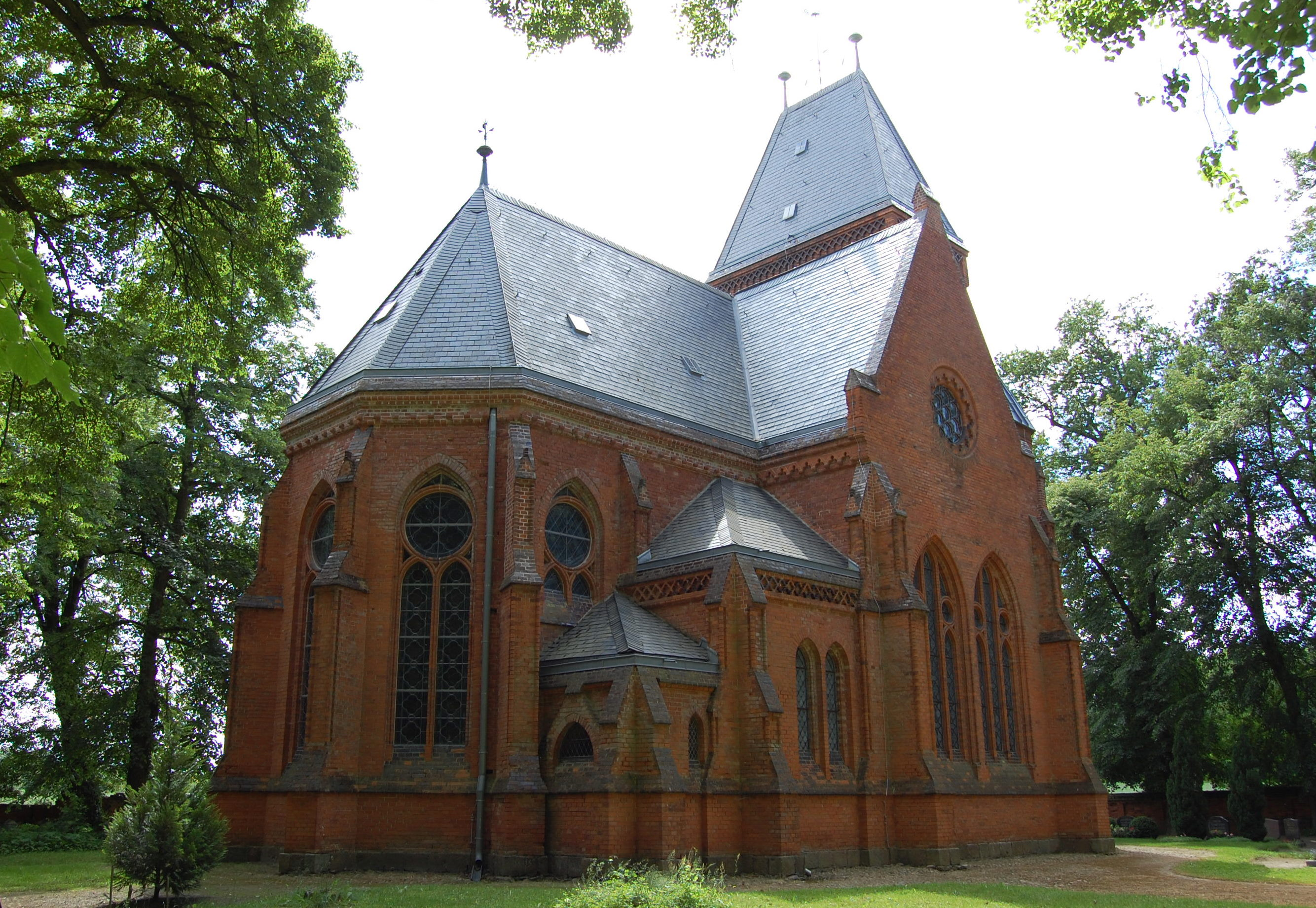
Landgoedkerk te Vollenschier (1875-77)
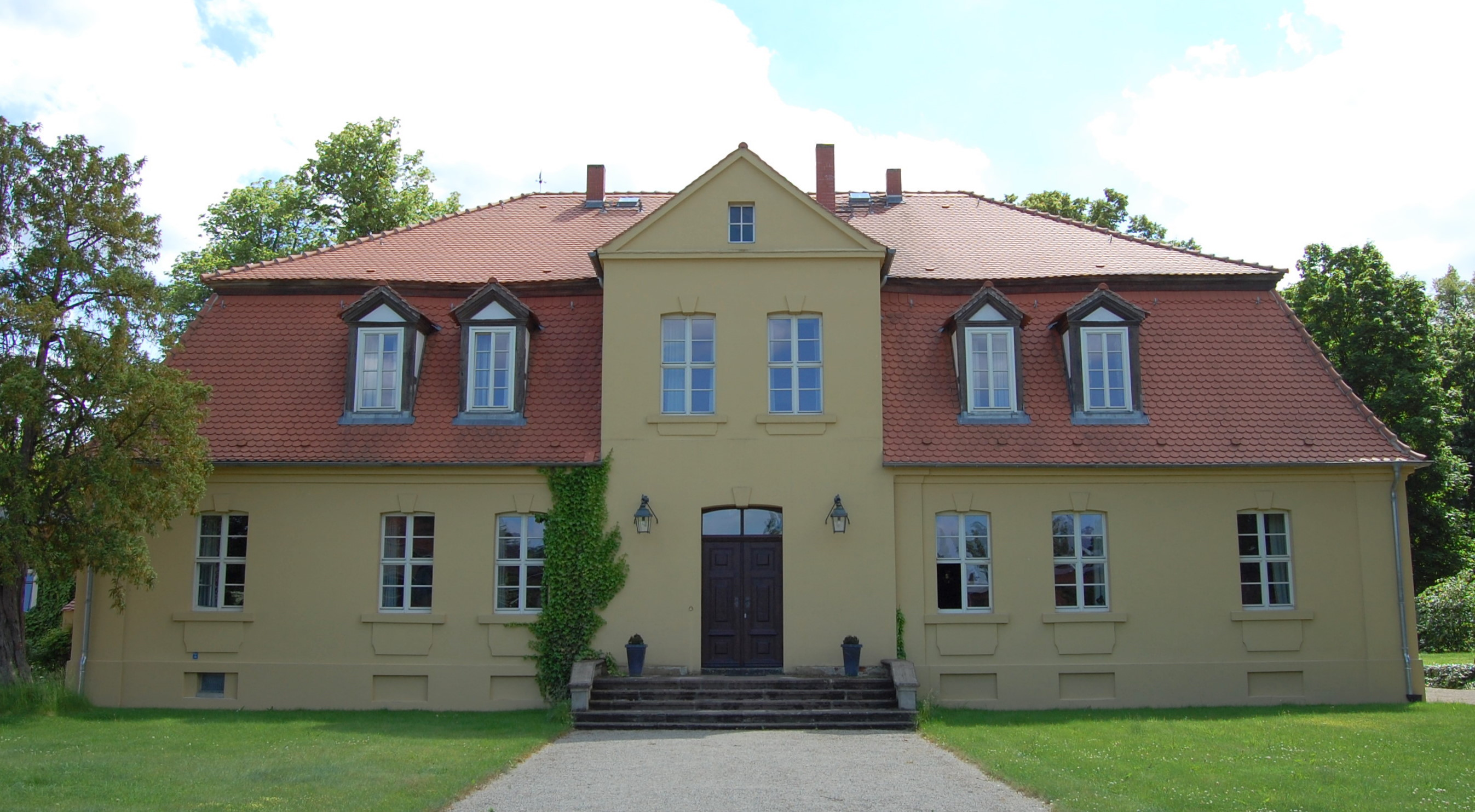
Landhuis te Vollenschier

Wittenmoor wordt in 1140 voor het eerst in een document vermeld. Wittenmoor wordt gekenmerkt door het voormalige landgoed met herenhuis, dat tot 1945 aan enige adellijke families (met name het geslacht Von Alvesleben) heeft toebehoord, en sinds de DDR-periode (1949-1990), tot op de huidige dag, een bedrijfspand is.
Ook Vollenschier wordt gekenmerkt door het voormalige landgoed met herenhuis, dat tot 1945 aan verscheidene adellijke families heeft toebehoord, en sinds de DDR-periode (1949-1990), tot op de huidige dag, een bedrijfspand is. In 1875 was de eigenaar een zekere August Henning von Kröcher, een hoge Pruisische regeringsfunctionaris. Deze gaf de beroemde architect van de Duitse neogotiek, Conrad Wilhelm Hase, de opdracht, op landgoed Vollenschier een kerk te bouwen. Deze was in 1877 voltooid.